# Darko Butorović
Darko Butorović (Split 12. kolovoza 1970.) je bivši hrvatski nogometaš i sadašnji trener. 

## Mlade godine
Darko Butorović je svoje prve nogometne korake napravio u omladinskoj školi nogometa RNK Split u Parku mladeži. Prošao je sve uzrastne kategorije, te kao daroviti junior zaigrao i za seniorsku momčad Splita.

## Igračka karijera
Butorović 1992. prelazi u redove splitskog Hajduka, te u narednim godinama ostvaruje izvrsne igre u bijelom dresu. Odlično igra u Hajdukovim nastupima u Ligi prvaka 1994./95. Nakon pet sezona provedenih na Poljudu prelazi u slavni portugalski Porto, a nakon dvije godine odlazi u nizozemski Vitesse. Sezonu potom, opet se vraća u Portugal, ovaj put u Farense. Vrativši se u Split, okončava karijeru u Hajduku.
Statistika u Hajduku
| Natjecanje        | Nastupi | Zgoditci |
| ----------------- | ------- | -------- |
| Prvenstvo         | 96      | 7        |
| Kup               | 29      | 3        |
| Superkup          | 5       | 0        |
| Međunarodne       | 20      | 2        |
| Splitski podsavez | 0       | 0        |
| Ukupno            | 150     | 12       |
| Prijateljske      | 86      | 4        |
| Sveukupno         | 236     | 16       |

### Reprezentativni dani
Zbog odličnih igara u Hajduku, tadašnji izbornik hrvatske nogometne reprezentacije Miroslav Blažević poziva Butorovića u reprezentaciju Hrvatske. Prvi nastup zabilježio je 11. lipnja 1995. u Kijevu na kvalifikacijskoj utakmici za Euro 1996. Ukrajina - Hrvatska 1:0. Ušao je u 38. minuti zamijenivši ozljeđenog Zvonimira Bobana. Druga dva nastupa Butorović je zabilježio na prijateljskim utakmicama na turniru u Japanu 1997. godine. Na tim utakmicama (Hrvatska  - Japan 4:3, te Hrvatska - Turska 1:1.) igrao je cijelo vrijeme, ali nije postigao zgoditak.

## Trenerska karijera
Nakon prestanka aktivnog igranja Butorović se posvetio trenerskom radu s mlađim uzrastima. Zajedno sa Srđanom Mladinićem osnovao je nogometnu školu HEP - prijenos. Nakon nekoliko godina, na poziv tehničkog direktora RNK Split Nenada Pralije prelazi Splita i preuzima mjesto direktora Omladinske škole nogometa.
Osim mjesta direktora škole, Butorović obanša i funkciju u Komisiji za mlađe uzraste pri splitskom Županijskom nogometnom savezu

## Vanjske poveznice
- RNK Split  Arhivirana inačica izvorne stranice od 22. srpnja 2014. (Wayback Machine) Službene stranice
- Nogometni savez županije Komisije za mlađe uzraste